# 山口智 (アニメーター)
山口 智（やまぐち さとし、1984年12月9日 - ）は、日本の男性アニメーター、キャラクターデザイナー。ガイナックス出身。別名義にサトがある。

## 参加作品

### テレビアニメ
2004年
- この醜くも美しい世界（動画）

2005年
- ぺとぺとさん（原画）
- ぱにぽにだっしゅ!（#24・26原画）
- BLACK CAT（-2006年、原画）
- BLOOD+（-2006年、原画）
- 灼眼のシャナ（-2006年、OP第二原画）
- シュガシュガルーン（-2006年、#20・37原画）

2006年
- 桜蘭高校ホスト部（、原画）
- ネギま!?（-2007年、原画・第二原画）

2007年
- 天元突破グレンラガン（原画・OP原画・アイキャッチ作画）
- ながされて藍蘭島（原画）
- 電脳コイル（原画）
- 灼眼のシャナII（-2008年、原画・OP原画）
- ハヤテのごとく!（-2008年、#39作画監督・原画・アイキャッチ作画）
- しおんの王（-2008年、#21原画）

2008年
- 俗・さよなら絶望先生（原画・OP原画）
- ロザリオとバンパイア（#10原画）
- ドルアーガの塔 〜the Aegis of URUK〜（原画）
- 狂乱家族日記（原画）
- ストライクウィッチーズ（デザインワークス）
- セキレイ（原画）
- ゼロの使い魔 〜三美姫の輪舞〜（原画）
- 絶対可憐チルドレン（原画）
- まかでみ・WAっしょい!（原画）
- とらドラ!（#7作画監督、OP原画）
- かんなぎ（原画）
- 屍姫 赫（原画）

2009年
- ハヤテのごとく!!（OP原画）
- アスラクライン（原画）

2010年
- パンティ&ストッキングwithガーターベルト（原画、#13コンテ・演出・作画監督・原画）

2011年
- THE IDOLM@STER（作画監督・原画・OP原画）

2012年
- パパのいうことを聞きなさい!（総作画監督）
- マギ The labyrinth of magic（-2013年、OP原画・ED原画）

2013年
- ビビッドレッド・オペレーション（キーアニメーター・作画監督・作画監督補佐・原画）
- ささみさん@がんばらない（原画）
- キルラキル（-2014年、第二原画）

2014年
- 異能バトルは日常系のなかで（キャラクターデザイン・総作画監督・作画監督・原画）

2015年
- 魔法少女リリカルなのはViVid（作画監督・OP原画）
- アイドルマスター シンデレラガールズ（OP原画）

2018年
- ダーリン・イン・ザ・フランキス（作画監督）

2019年
- Fate/Grand Order -絶対魔獣戦線バビロニア-（作画監督）

2022年
- 明日ちゃんのセーラー服（OP原画・作画監督）
- SPY×FAMILY（作画監督）

2025年
- 薫る花は凛と咲く（准監督）

### 劇場アニメ
2007年
- 劇場版 灼眼のシャナ（原画）

2009年
- 劇場版 天元突破グレンラガン　螺巌篇（原画）

2012年
- ストライクウィッチーズ 劇場版（原画）
- 魔法少女リリカルなのは The MOVIE 2nd A's（原画）

2014年
- THE IDOLM@STER MOVIE 輝きの向こう側へ!（デザインワークス・作画監督・原画）

2021年
- Fate/Grand Order -終局特異点 冠位時間神殿 ソロモン-（作画監督・原画）

### OVA
- Re:キューティーハニー （2004年、動画）
- トップをねらえ2! （2004年-2006年、第二原画・動画）
- ネギま!?春 （2006年、原画）

### その他
2019年
- 東方キャノンボール（OPアニメーション監督・キャラクターデザイン・絵コンテ・演出・作画監督）

2021年
- アイドルマスターシリーズ コンセプトムービー2021『VOY@GER』（作画監督）